# 郝處俊
郝處俊（607年—681年），安州安陸（今湖北省安陆市）人，唐朝官员。

## 家世
父郝相貴，隋朝末年与岳父许绍占据峡州，归顺唐朝，拜滁州刺史，封甑山县公。舅父許圉師，唐代名臣。

## 生涯
郝處俊生於隋煬帝大業三年（607年），十歲時，父亲郝相贵在滁州去世。父亲的门生故吏赠送非常丰厚，郝处俊皆推辞。好讀書，嗜《漢書》，略能暗诵。

### 唐太宗年间
郝处俊曾和高智周、孙处约、来济等人一同投靠江都的石仲览。石仲览要四个人谈谈自己所期望的事。郝处俊、高智周、與来济等三人都说大丈夫除非不做官，否则就要做宰相。
貞觀年間進士，吏部侍郎高士廉很看中他。贞观元年，授校书郎，奉敕充修梁、陈、周、齐、隋等五個朝代史書。又授著作佐郎，袭爵甑山（汉川）县公，故時人郝甑山。与兄弟相处和睦，对舅舅们很尊重。转为滕王友，耻为王府官员，于是弃官归乡耕种。后来起用太子司议郎，累迁吏部侍郎。

### 唐高宗年间
乾封二年（667年），官至司立少常伯。高句丽反叛，司空李勣为浿江道大总管，郝处俊为副总管，率兵征讨。曾领军进攻高句丽军城池，未曾布置阵势，高句丽军突然杀到，唐军大骇。郝处俊镇定自若，独据胡床，吃着干粮，暗中派精锐人马出击，大破敌军。战后，将士们都非常佩服其胆略。
咸亨初（670年），高宗驾临东都，命太子在长安监国，留侍臣戴至德、张文瓘等辅弼太子，命郝处俊随行。
总章二年（669年），拜东台侍郎，寻同东西台三品。
仪凤二年（677年），加拜金紫光禄大夫，行太子左庶子，并依旧参知政事，监修国史。
仪凤四年（679年），代替张文瓘为侍中。
開曜元年（681年）卒，年七十五歲，赠开府仪同三司、荆州大都督。

### 身後
郝处俊下葬後，有一书生路过其墓，叹曰，“葬壓龍角，其棺必斫。”

## 後代
- 有二子：郝北叟，曾任符玺郎、典设郎、司諫郎[3]
  - 女郝默（663年-679年）字静思，嫁宰相许敬宗子相王府主簿许杲[3]
- 郝南容，曾任祕書郎

- 孫：郝象賢被诬告造反而处死，武則天下令將郝象賢的屍體割裂分解，再挖掘郝處俊的墳墓。

## 延伸阅读
[在维基数据编辑]
 《舊唐書/卷84》，出自刘昫《舊唐書》
 《新唐書·卷115》，出自《新唐書》